# Wiarba (obwód brzeski)
Wiarba (biał. Вярба; ros. Верба, Wierba) – wieś na Białorusi, w obwodzie brzeskim, w rejonie kamienieckim, w sielsowiecie Ogrodniki.
Znajduje tu się przystanek kolejowy Wiarba, położony na linii Brześć – Wysokie Litewskie.

## Historia
Wieś powstała po II wojnie światowej, w czasach sowieckich. Od 1991 leży w niepodległej Białorusi.